# Marie-Joseph Chénier
Marie-Joseph Chénier (ur. 11 lutego 1764 w Konstantynopolu, zm. 10 stycznia 1811 w Paryżu) – francuski dramatopisarz i działacz polityczny.

## Życiorys
Był bratem poety André Chéniera. Działał w klubie jakobinów i był członkiem Konwentu, 1803 został członkiem Akademii Francuskiej. W okresie rewolucji francuskiej 1789-1799 podjął próby stworzenia tragedii narodowej poruszającej aktualne problemy społeczne i polityczne (m.in. Charles IX (1789), Fénelon, czyli zakonnice kambrezyjskie (1793, wyd. pol. 1803)), dzięki czemu stał się sławny, jednak jego dramaty, z powodu czystej koniunkturalności, mają niewielką wartość artystyczną. Napisał także popularne hymny i pieśni patriotyczne, m.in. słynny Chant du départ (Pieśń wymarszu) 1794 z muzyką É. Méhula. Napisał również (na polecenie Akademii Francuskiej) pracę przedstawiającą stan francuskiej literatury w okresie od 1789 do 1809 oraz Épitre dur la calomnie (1797), w której bronił się przed oskarżeniem o zdradę brata (skazanego na śmierć i zgilotynowanego w okresie terroru jakobinów).